# Trưng Trắc
Trưng Trắc (chữ Hán: 徵側, ? - 5 tháng 3 năm 43) là Nữ Vương của vương quốc Lĩnh Nam và anh hùng dân tộc của người Việt, người đứng đầu cuộc khởi nghĩa chống lại sự đô hộ của nhà Đông Hán trong lịch sử Việt Nam, lập ra một chính quyền riêng của người Việt trong 3 năm với trung ương tại Mê Linh. Vì vậy, bà là nữ quân chủ đầu tiên trong lịch sử Việt Nam cũng như nữ vương đầu tiên của chế độ phong kiến Việt Nam (Lý Chiêu Hoàng là vị nữ quân chủ thứ hai và là nữ hoàng duy nhất). Tuy về sau cuộc khởi nghĩa bị quân Hán dưới sự chỉ huy của Mã Viện đánh bại, nhưng trong văn hóa người Việt, khởi nghĩa tượng trưng cho sự quật khởi, phục hưng tinh thần quốc gia. Sử gia Lê Văn Hưu đã nhận xét: "Trưng Trắc, Trưng Nhị là đàn bà, hô một tiếng mà các quận Cửu Chân, Nhật Nam, Hợp Phố và 65 thành ở Lĩnh Ngoại đều hưởng ứng. Việc dựng nước xưng vương dễ như trở bàn tay, đủ biết tình thế đất Việt ta có thể dựng được nghiệp bá vương".

## Danh tính và thân thế
Tài liệu sử học đầu tiên được cho là đã ghi nhận danh tính bà lại là sách Hậu Hán thư của Phạm Diệp, được viết vào khoảng năm 432 đến 445. Theo đó, nội dung được cho là ghi nhận tên bà là Trưng Trắc (徵側) và em gái là Trưng Nhị được viết như sau:
Năm [Kiến Vũ] thứ 16, người con gái Giao Chỉ là Trưng Trắc và em gái Trưng Nhị làm phản, tấn công quận thành.
Một tài liệu cổ sử khác của Trung Quốc là Thủy kinh chú do Lịch Đạo Nguyên viết vào khoảng năm 515 đến 524, dẫn theo một tài liệu khác là "Giao Châu ngoại vực ký", cũng chép tên bà là Trung Trắc. Sách này cũng cho biết thêm bà là con gái của Lạc tướng Mê Linh và có chồng là con trai của Lạc tướng Chu Diên.
Tài liệu chính sử Việt Nam đầu tiên là Đại Việt sử ký toàn thư chép bà vốn họ Lạc, là dòng dõi Lạc tướng ở Mê Linh, là vợ của Thi Sách, dòng dõi Lạc tướng ở Chu Diên.. Thông tin này có lẽ được ghi theo Hậu Hán thư, bản đã được Thái tử Lý Hiền bổ sung.
Tuy nhiên, theo các sử gia hiện đại, thời đầu công nguyên, người Việt chưa có họ. Còn tên của hai Bà, có nguồn gốc từ nghề dệt lụa truyền thống của Việt Nam, tương tự như cách đặt tên theo các loài cá của các vua nhà Trần sau này vốn xuất thân từ nghề chài lưới. Xưa kia nuôi tằm, tổ kén tốt gọi là kén chắc, tổ kén kém hơn gọi là kén nhì; trứng ngài tốt gọi là trứng chắc, trứng ngài kém hơn gọi là trứng nhì. Do đó, theo Nguyễn Khắc Thuần, tên hai bà vốn rất giản dị là Trứng Chắc và Trứng Nhì, phiên theo tiếng Hán gọi là Trưng Trắc và Trưng Nhị. Khi chữ Hán chưa được truyền bá hoặc chưa có điều kiện thấm sâu vào nhận thức xã hội thì xu hướng đặt tên người rất giản dị và mộc mạc, thể hiện sự gắn bó với cuộc sống đời thường và xu hướng này còn tiếp tục trong các thế hệ sau. Sau này các sử gia phương Bắc viết chệch tên hai bà thành Trắc và Nhị với nghĩa "phản trắc" và "nhị tâm".

## Khởi nghĩa
Sách Thủy kinh chú dẫn theo "Giao Châu ngoại vực ký", mô tả bà là "người có đảm dũng".
Dưới sự cai trị tàn bạo và chính sách Hán hóa gắt gao của nhà Đông Hán, người Việt ở Giao Chỉ đều phẫn nộ và có ý định chống lại. Vợ chồng bà Trắc và ông Thi Sách trong số những thủ lĩnh người Việt đó. Thái thú Tô Định nhà Đông Hán bèn bắt giết ông Thi Sách để trấn áp tinh thần người Việt. Trưng Trắc cùng Trưng Nhị mang quân bản bộ về giữ Hát Môn.
Bà kết hôn với ông Thi cũng là dòng dõi Lạc tướng ở Chu Diên
Tháng 3, năm Canh Tý (40), thù Tô Định giết chồng mình, cộng thêm sự căm phẫn bị đô hộ, bà Trắc cùng với em gái là bà Nhị tập hợp lực lượng ủng hộ từ các nơi cùng phát động khởi nghĩa chống nhà Hán.
Đề cập đến sự kiện này, sách Hậu Hán thư chép:
Thái thú Giao Chỉ là Tô Định dùng luật hà khắc. Trắc phẫn nộ vì vậy nổi dậy. Sau đó, được các tộc Man ở Cửu Chân, Nhật Nam, Hợp Phố đều hưởng ứng, [thị] chiếm 65 thành, tự xưng là vương.
Sách Đại Việt sử ký tiền biên của Ngô Thì Sĩ ghi lại lời chép trong dã sử cho biết, khi bà Trắc xuất quân vẫn chưa hết tang chồng, bà trang điểm rất đẹp. Các tướng hỏi vì sao, bà đáp rằng:
Việc binh không thể ảnh hưởng. Nếu giữ lễ và làm xấu dung nhan thì nhuệ khí tự nhiên suy kém. Cho nên ta mặc đẹp để mạnh thêm nhiều màu sắc của quân, khiến cho bọn giặc trông thấy động lòng, lợi là chí tranh đấu, thì dễ giành phần thắng.
Mọi người nghe đều thán phục là không bằng bà.
Tương truyền, Hai Bà Trưng đã đọc lời thề trước khi xuất binh:
"Một xin rửa sạch nước thù
Hai xin dựng lại nghiệp xưa họ Hùng
Ba kêu oan ức lòng chồng
Bốn xin vẻn vẹn sở công lênh này"
(Thiên Nam ngữ lục)
Cuộc khởi nghĩa được sự hưởng ứng của nhiều đội quân và nhân dân các nơi thuộc Âu Lạc và Nam Việt cũ. Quân Hai Bà đánh hãm trị sở Luy Lâu. Thái thú Tô Định bỏ chạy, quân khởi nghĩa giành được hơn 50 thành.
Khởi nghĩa thắng lợi, bà đổi sang họ Trưng và xưng vương, sử gọi là Trưng vương. Bà cùng em là Trưng Nhị cai trị lãnh thổ vùng Lĩnh Nam của người Việt tương đương với bộ Giao Chỉ của nhà Hán trong 3 năm.

## Chống Hán thất bại
Ngày 30 tháng 1 năm Tân Sửu (41), nhà Hán thấy bà xưng vương dấy quân đánh lấy các thành ấp, nên hạ lệnh cho các quận Trường Sa, Hợp Phố và Giao Châu sắp sẵn xe thuyền, sửa sang cầu đường, thông các núi khe, chứa thóc lương, cho Mã Viện làm Phục Ba tướng quân, Phù Lạc hầu Lưu Long làm phó tướng sang xâm lược.
Cánh quân bộ tiến vào vùng Đông Bắc Mã Viện tiến theo đường ven biển, san núi làm đường hơn nghìn dặm, đến Lãng Bạc (ở phía tây Tây Nhai của La Thành) đánh nhau với quân Hai Bà. Quân Nam bấy giờ ô hợp nên nhanh chóng tan rã. Hai bà thấy thế quân Hán mạnh, không chống nổi, bèn lui quân về giữ Cấm Khê (sử chép là Kim Khê).
Năm 43, Trưng Vương cùng Trưng Nhị chống cự với quân nhà Hán ở Cấm Khê. Quân Hai Bà thế cô không địch nổi quân Hán mạnh hơn nên bị thua. Trưng Vương và Trưng Nhị đều mất tại đây. Theo tục truyền, hai bà đã nhảy xuống sông Hát (Hát Môn, Hà Tây cũ) tự vẫn để bảo toàn khí tiết. Theo Hậu Hán thư thì hai bà đã bị Mã Viện giết. Sách Đại Việt sử ký tiền biên của Ngô Thì Sĩ còn dẫn sách Biệt Lục chép rằng: Hai Bà thua trận, lên núi Hy Sơn rồi không biết đi đâu.
Bộ tướng của Trưng Vương là Đô Dương còn chống quân Hán thêm một thời gian nữa rồi thất bại.
Trưng Vương khởi nghĩa và ở ngôi được 3 năm.

## Đánh giá
Xem chi tiết: Hai Bà Trưng#Đánh giá